# McDonnell F-101 Voodoo

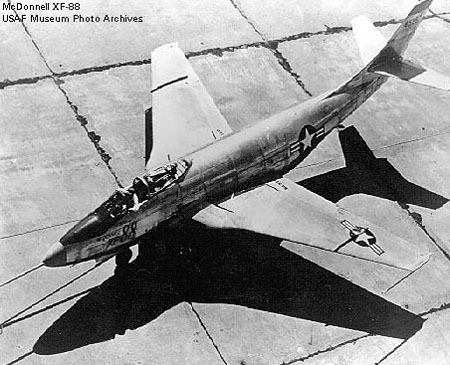
McDonnell XF-88

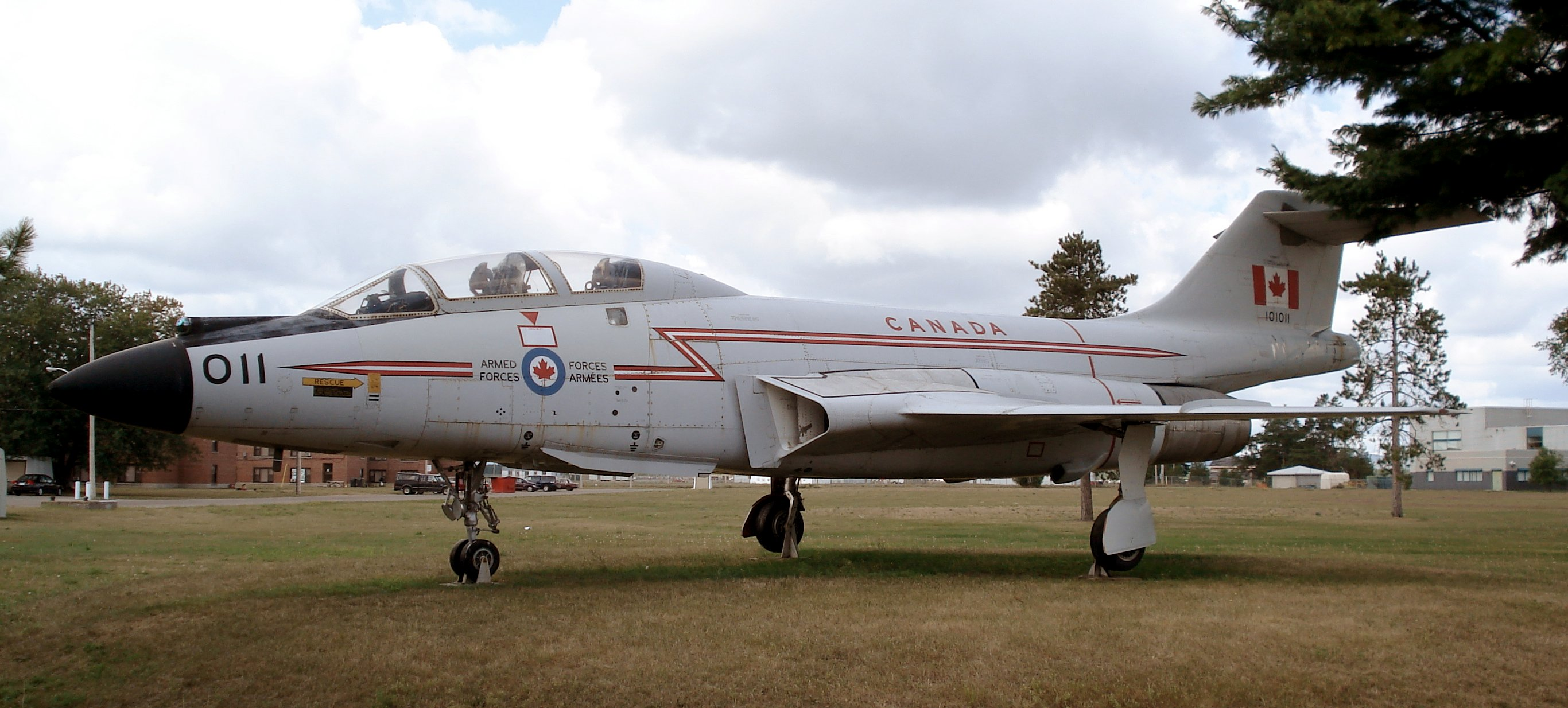
McDonnell F-101 Voodoo канадских ВВС

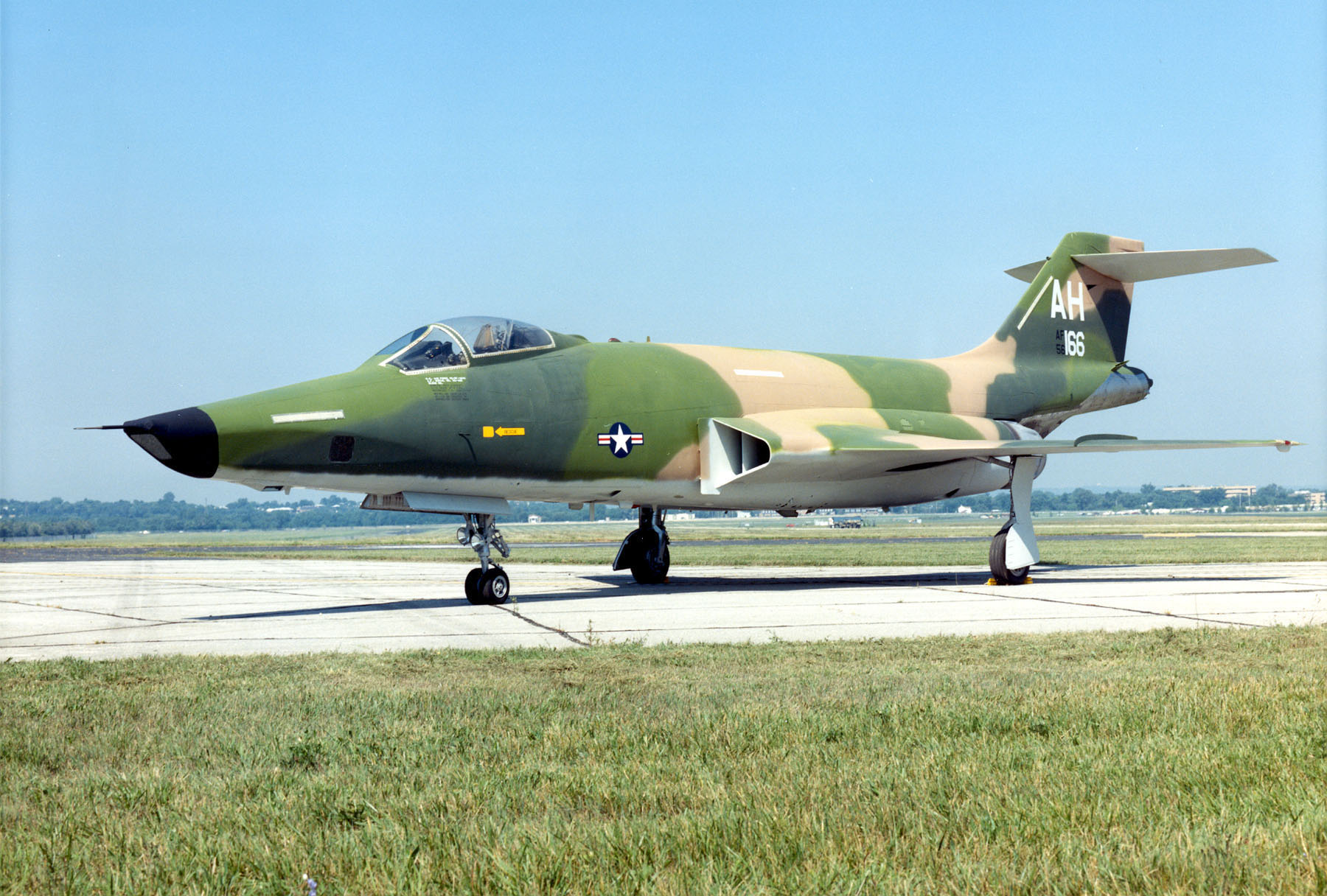

McDonnell F-101 Voodoo — американский истребитель-перехватчик дальнего радиуса действия, истребитель-бомбардировщик. В 1957 году установил абсолютный мировой рекорд скорости (1943 км/ч).

## Общие сведения
В 1946 году Стратегическое командование ВВС США обнародовало техническое задание для так называемого «истребителя глубокого проникновения», предназначенного в основном для сопровождения Convair B-36.
Одним из претендентов стал McDonnell XF-88, прототип, разработка которого началась в 1947 году. Этот самолёт был снабжён двумя двигателями Westinghouse, расположенными по бокам фюзеляжа и имел характерную хвостовую часть, выполненную по «реданной» схеме (в виде ступеньки). Этот самолёт совершил первый полёт 20 октября 1948 года и в 1950 году за ним последовал второй прототип, снабжённый усовершенствованными форсированными двигателями. XF-88 имел очень маленькое крыло со стреловидностью в 35 градусов и размахом 11,79 метра, длина самолёта была всего 16,47 метра. Машина была способна развить скорость в 1030 км/час на уровне моря и достичь высоты 10,670 метров за 4,5 минуты. Однако боевой радиус был 1368 км, а практический потолок всего 10 980 метров, что было явно недостаточно. Программа развития этого самолёта была свернута в 1950 году, когда ВВС США отложили на время планы создания тяжёлого истребителя дальнего радиуса действия.
Но спустя лишь год об этом самолёте снова вспомнили, что явилось следствием больших потерь, которые несли стратегические бомбардировщики Boeing B-29 в Корее. МакДоннел использовал XF-88, как базу для создания абсолютно нового истребителя. Длина фюзеляжа была увеличена, двигатели поменяли на два новых Pratt-Whitney, что дало возможность при скорости более 1609 км/час достичь потолка в 15,8 км. Приобретя новый облик, самолёт стал называться F-101 Voodoo. Самолёт получился настолько удачным, что он оставался в строю в качестве разведчика и самолёта тактической поддержки ещё долго после того, как сама концепция «истребителя проникновения» перестала быть актуальной.
Прототип совершил первый полёт 29 декабря 1954 года. Вскоре он поступил в производство и получил название F-101A. Всего было изготовлено 75 машин этого типа и из них было сформировано три эскадрильи Тактического авиационного командования (Tactical Air Command).
Следующий вариант был двухместным и получил название F-101B. Из этих самолётов было сформировано 16 эскадрилий Командования противовоздушной обороны (Air Defense Command) и, в общей сложности, с конвейера сошло 359 машин. Кроме того, самолёты этой модификации составили три эскадрильи противовоздушной оборона Канады.
Ещё одна модификация — F-101C, была одноместным истребителем-бомбардировщиком, используемым Тактическим Авиационным Командованием (Tactical Air Command). Им было укомплектовано девять эскадрилий, но активная жизнь этого самолёта была относительно недолгой, он был заменён на более современные машины в первой половине 1960-х годов. Также, этот тип базировался на территории Великобритании и Германии.

## Боевое применение

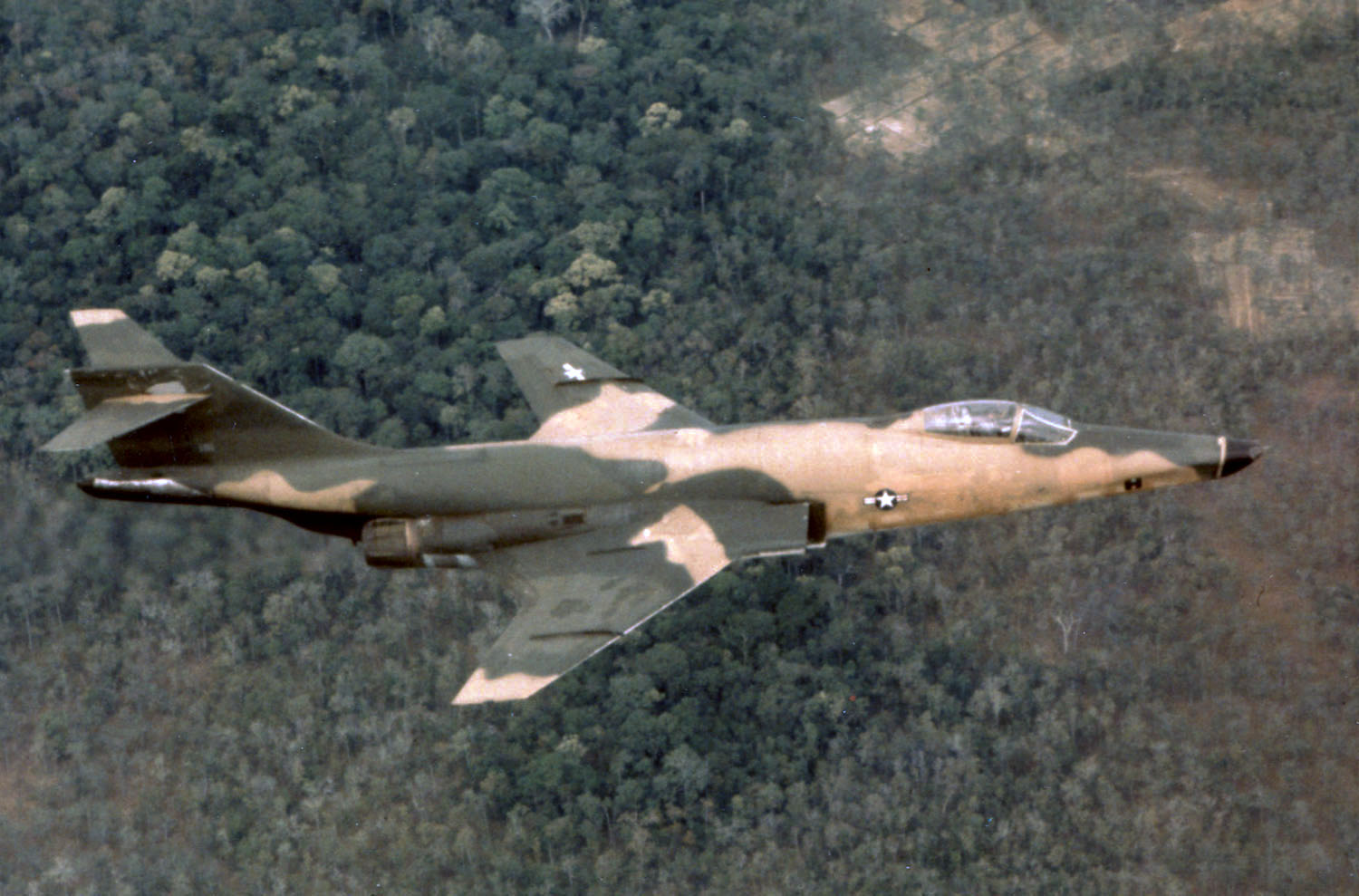
Для разведчиков RF-101 полёты в воздушном пространстве Демократической Республики Вьетнам оказались серьёзным экзаменом.

Разведывательные RF-101C впервые использовались во время Карибского кризиса (1962).
«Вуду» 67-го тактического разведывательного крыла участвовали во время войны во Вьетнаме. Совершили приблизительно 35 000 вылетов, 39 самолётов было потеряно, 33 в бою. Два F-101 было сбито северовьетнамскими МиГ-21 16 сентября 1967 года. К 1970 году их роль заменили разведчики RF-4C.
Тайваньские RF-101 совершали разведывательные полёты в 1960-х годах во время конфликта с Китаем. В 1961 году один «Вуду» был повреждён огнём китайского истребителя МиГ-17 и добит огнём наземной ПВО. Ещё два нарушивших воздушную границу было сбито китайскими J-6 (МиГ-19).

## Тактико-технические характеристики

Схема самолёта F-101A

Приведенные характеристики соответствуют модификации F-101B.
Источник данных: Standard Aircraft Characteristics 

Технические характеристики
- Экипаж: 2 (пилот и оператор РЛС)
- Длина: 20,54 м
- Размах крыла: 12,1 м
- Высота: 5,49 м
- Площадь крыла: 34,19 м²
- Стреловидность по линии 1/4 хорд: 36°36'
- Коэффициент удлинения крыла: 4,28
- Средняя аэродинамическая хорда: 3,12 м
- Профиль крыла: NACA 65A007 mod корень крыла, NACA 65A006 mod законцовки
- Колея шасси: 6,07 м
- Масса пустого: 13 053 кг
- Масса снаряжённого: 13 704 кг
- Нормальная взлётная масса: 20 622 кг
- Максимальная взлётная масса: 23 768 кг
- Максимальная посадочная масса: 16 103 кг
- Масса топлива во внутренних баках: 6053 кг (+ 2654 кг в ПТБ)
- Объём топливных баков: 7771 л (+ 2 × 1703 л в ПТБ)
- Силовая установка: 2 × ТРДФ Pratt & Whitney J57-P-55
  - Бесфорсажная тяга: 2 × 47,6 кН (4853 кгс) (максимальная)
    - нормальная: 2 × 40,7 кН (4150 кгс)

  - Форсажная тяга: 2 × 75,2 кН (7666 кгс)
  - Длина двигателя: 6,38 м
  - Диаметр двигателя: 1,03 м
  - Сухая масса двигателя: 2365 кг

Лётные характеристики
- Максимальная скорость: 1032 км/ч (на высоте 0 м), 1825 км/ч (на высоте 10,5 км)
- Крейсерская скорость: 880 км/ч
- Скорость сваливания: 319 км/ч (при нормальной взлётной массе)
- Боевой радиус: 769 км
  - с ПТБ: 1228 км
- Перегоночная дальность: 3110 км (с ПТБ)
- Практический потолок: 15 575 м
- Скороподъёмность: 196,34 м/с
- Время набора высоты:
  - 12192 м за 2,59 мин
  - 15240 м за 5,60 м
- Нагрузка на крыло: 603 кг/м² (при нормальной взлётной массе)
- Тяговооружённость: 0,47 / 0,74 (на максимале / с форсажем)
- Длина разбега: 1420 м (при нормальной взлётной массе)
- Длина пробега: 1539 м / 1055 м (без / с тормозным парашютом)
- Максимальная эксплуатационная перегрузка: + 6,8 g

Вооружение
- Управляемые ракеты: ракеты «воздух-воздух»:
  - 2 × MB-1 (НАР) и 2 × GAR-1 или
  - 6 × GAR-1